# Anders Hylander
Anders Hylander (Östads, 6 november 1893 - Stockholm, 10 februari 1967) was een Zweeds turner.
Hylander won tijdens de Olympische Zomerspelen 1912 in eigen land de gouden medaille met de Zweedse ploeg in de landenwedstrijd Zweeds systeem.

## Olympische Zomerspelen
| Jaar | Plaats    | Resultaten          |
| ---- | --------- | ------------------- |
| 1912 | Stockholm | team Zweeds systeem |